# Кетрон (Міссурі)
Кетрон (англ. Catron) — місто (англ. city) в США, в окрузі Нью-Мадрид штату Міссурі. Населення — 41 особа (2020).

## Географія
Кетрон розташований за координатами 36°36′40″ пн. ш. 89°42′22″ зх. д. / 36.61111° пн. ш. 89.70611° зх. д. (36.611040, -89.706033).  За даними Бюро перепису населення США в 2010 році місто мало площу 0,96 км², уся площа — суходіл.

## Демографія
Згідно з переписом 2010 року, у місті мешкало 67 осіб у 28 домогосподарствах у складі 17 родин. Густота населення становила 70 осіб/км².  Було 32 помешкання (33/км²).
Расовий склад населення:
| - 83,6 % — білих - 14,9 % — чорних або афроамериканців |

До двох чи більше рас належало 1,5 %. Частка іспаномовних становила 0,0 % від усіх жителів.
За віковим діапазоном населення розподілялося таким чином: 25,4 % — особи молодші 18 років, 59,7 % — особи у віці 18—64 років, 14,9 % — особи у віці 65 років та старші. Медіана віку мешканця становила 46,5 року. На 100 осіб жіночої статі у місті припадало 123,3 чоловіків;  на 100 жінок у віці від 18 років та старших — 92,3 чоловіків також старших 18 років.
За межею бідності перебувало 24,4 % осіб, у тому числі 40,0 % дітей у віці до 18 років та 42,9 % осіб у віці 65 років та старших.
Цивільне працевлаштоване населення становило 21 осіб. Основні галузі зайнятості: виробництво — 38,1 %, сільське господарство, лісництво, риболовля — 23,8 %, мистецтво, розваги та відпочинок — 14,3 %.